# Sensation auf Seite 1
Sensation auf Seite 1 (Originaltitel: The Story on Page One) ist ein US-amerikanisches Filmdrama mit Rita Hayworth aus dem Jahr 1959, bei dem Drehbuchautor Clifford Odets auch die Regie übernahm.

## Handlung
Josephine „Jo“ Morris und Larry Ellis stehen unter Anklage, den Polizisten Mike Morris – Jos Ehemann – umgebracht zu haben. Jos Mutter Hattie sucht den jungen Rechtsanwalt Victor Santini auf und bittet ihn, ihre Tochter vor Gericht zu verteidigen. Santini übernimmt den Fall jedoch nur widerwillig. Bei seiner ersten Unterredung mit Jo, erzählt sie ihm ihre Geschichte: Ihr Mann Mike war ein aggressiver Trinker, der seinen Jähzorn nicht einmal seiner zehnjährigen Tochter Avis gegenüber zu zügeln vermochte. Aus Frust und Einsamkeit zog es Jo zum sensiblen Witwer Larry Ellis hin, in den sie sich schon bald verliebte. Als Jo, Mike und Avis eines Abends von einer Familienfeier zurückkehrten, wartete Larry an ihrem Haus, um mit Jo zu sprechen. Nachdem sowohl Avis als auch Mike zu Bett gegangen waren, rief Jo Larry zu sich in die Küche. Mike vernahm jedoch ein Geräusch, wurde misstrauisch und ging mit seiner Dienstwaffe in der Hand zur Küche, wo er dann seinen Nebenbuhler zur Strecke bringen wollte. Im darauffolgenden Handgemenge löste sich ein Schuss und Mike fiel tödlich getroffen zu Boden.
Der Staatsanwalt hat derweil eine perfekte Mordtheorie parat: Mike stand den beiden Liebenden im Weg und sollte deshalb sein Leben lassen. Während Larry sich für den Abend ein sicheres Alibi verschafft habe, habe Jo ihren Mann bei der Feier betrunken gemacht, um Larry danach unbemerkt in ihrem Haus zu empfangen, ihm die Pistole zu geben und mit Hilferufen den ungeliebten Gatten in die Schusslinie zu locken. Als eindeutiges Indiz für seine Theorie des Tathergangs weist der Staatsanwalt auf eine hohe Lebensversicherung hin, die der Getötete kurz vor seinem Tod abgeschlossen hatte.
Rechtsanwalt Santini kann die Aussagen aller Belastungszeugen gegen seine Mandantin zwar entkräften, doch scheint Larrys vermeintliches Alibi ein unschlagbarer Trumpf der Anklage zu sein. Um dagegen anzukämpfen, muss Santini den Widerstand von Larrys Verteidiger brechen, der von Larrys besitzergreifender Mutter bezahlt wird. Diese war von Anfang an gegen die Beziehung ihres Sohnes mit Jo. Ihre Vernehmung vor Gericht wird schließlich zum entscheidenden Wendepunkt des Prozesses. Im Kreuzverhör entlarvt Santini das wahre Wesen von Mrs. Ellis: Sie ist bösartig, gemein, selbst- und herrschsüchtig. Vor ihr musste Larry sich und Jo mit dem Alibi schützen, wovon die zwölf Geschworenen letztlich fest überzeugt sind. Mit dem Urteil „nicht schuldig“ können Larry und Jo schließlich einer gemeinsamen Zukunft frohen Mutes entgegenblicken.

## Hintergrund
Nach None But the Lonely Heart (1944) mit Cary Grant war Sensation auf Seite 1 die zweite und auch letzte Regiearbeit des US-amerikanischen Drehbuchautors Clifford Odets. Als er das Drehbuch für Sensation auf Seite 1 schrieb, hatte er für die weibliche Hauptrolle von Anfang an Rita Hayworth im Sinn. Der Kolumnistin Louella Parsons gegenüber erzählte er seinerzeit, dass er sich „niemand anderes für die Hauptrolle vorstellen“ könne.
Im Dezember 1959 wurde Sensation auf Seite 1 erstmals in den US-amerikanischen Kinos gezeigt. Die Deutschlandpremiere folgte am 26. Februar 1960 mit einer FSK-Altersfreigabe ab 18 Jahren.

## Kritiken
„Nach herkömmlichen amerikanischen Gerichtsfilmen angelegter Indizienprozeß mit einigen packenden Gerichtsszenen und Rededuellen“, befand das Lexikon des internationalen Films. Paul V. Beckley schrieb seinerzeit in der New York Herald Tribune, dass Rita Hayworth in Sensation auf Seite 1 „ein großer Schritt vorwärts von bloßem Glamour zu einer ernsthaften und individuellen Darbietung“ gelungen sei. Laut Time habe Hayworth, „das ehemalige Pin-up-Girl“, im Film gezeigt, dass sie inzwischen „die Rolle der niedergeschlagenen Frau“ beherrsche. Wenn sie vor der Kamera stehe, „hält sie den Film in Form“. Wenn sie es nicht tue, „löst sich die Spannung in sentimentale Schmalkost auf“. Daily Variety zufolge werde „die gesamte Besetzung“ wiederum durch „die Vorstellung von Katherine Squire als Hayworths Mutter überstrahlt“. Squire lege dabei „eine Intensität und Glaubwürdigkeit“ an den Tag, die spannend mitanzusehen seien.
Craig Butler vom All Movie Guide meinte rückblickend, dass Sensation auf Seite 1 „ein besserer Film“ hätte sein können, „vielleicht sogar ein spitzenmäßiger, wenn Clifford Odets damit zufrieden gewesen wäre, nur das Drehbuch zu schreiben“. Odets sei „alles andere als ein geborener Regisseur“. Der Film leide „unter seiner umständlichen Art, die zugegebenermaßen komplizierten Szenen zu inszenieren“. Das „größte Problem“ jedoch sei Anthony Franciosas Vorstellung. Er sei in seiner Rolle „nie wirklich überzeugend“. Gig Young sei zwar „besser“, aber auch nicht immer. Nur Rita Hayworth liefere „unter den Hauptakteuren eine beständig beeindruckende, strukturierte und zusammenhängende Darbietung“. „Befreit von ihrem Glamourimage, spielt sie ihren Part wie eine gut gestimmte Violine“, so Butler.

## Deutsche Fassung
Die deutsche Synchronfassung entstand 1959 in Berlin.
| Rolle                | Darsteller        | Synchronsprecher |
| -------------------- | ----------------- | ---------------- |
| Josephine Morris     | Rita Hayworth     | Gisela Trowe     |
| Victor Santini       | Anthony Franciosa | Horst Niendorf   |
| Larry Ellis          | Gig Young         | Curt Ackermann   |
| Mrs. Ellis           | Mildred Dunnock   | Roma Bahn        |
| Richter Nielson      | Hugh Griffith     | Konrad Wagner    |
| Phil Stanley         | Sanford Meisner   | Gerd Martienzen  |
| Staatsanwalt Nordeau | Robert Burton     | Paul Wagner      |
| Mrs. Hattie Brown    | Katherine Squire  | Elfe Schneider   |
| Richter Carey        | Raymond Greenleaf | Robert Klupp     |